# Макбрайд, Эшли
Эшли Макбрайд (англ. Ashley McBryde) — американская певица, кантри-музыкант, автор и исполнитель. Номинант премии Грэмми.
В декабре получила номинацию на премию Грэмми в категории Лучший кантри-альбом (Grammy Awards)

## Биография
См. также «Биографию» в английском разделе.
Родилась 29 июля 1983 года в г. Маммот-Спринг в Арканзасе (США). Её брат, Клей, скоропостижно скончался в июне 2018 года в 53-летнем возрасте.
16 июня 2017 года впервые выступала в престижном Grand Ole Opry, где исполнила свою песню «Girl Goin' Nowhere».
Её песня «A Little Dive Bar in Dahlonega» была названа одной из лучших в 2017 году, в том числе, вошла в список 54 песен года «Best Songs of 2017» газеты The New York Times, и в список «Top 25 Best Country Songs of 2017» журнала Rolling Stone. Песня вышла на лейбле Warner Bros. Records Nashville, контракт с которым был заключён в сентябре 2017 года.
Дебютный сольный альбом Girl Going Nowhere вышел 30 марта 2018 года на лейбле Third Man Records.

## Дискография
См. также «Ashley McBryde Discography» в английском разделе.

### Студийные альбомы
| Название           | Детали                                                                                | Высшая позиция | Высшая позиция | Высшая позиция | Продажи       |
| Название           | Детали                                                                                | US             | US Country     | UK Country     | Продажи       |
| ------------------ | ------------------------------------------------------------------------------------- | -------------- | -------------- | -------------- | ------------- |
| Girl Going Nowhere | - Датат выхода: 30 марта 2018 - Лейбл: Warner Bros. Nashville - Форматы: CD, download | 49             | 7              | 4              | - США: 27,400 |

- Never Will (2020)

## Награды и номинации
| Год  | Ассоциация    | Категория                               | Номинированная работа | Результат |
| ---- | ------------- | --------------------------------------- | --------------------- | --------- |
| 2019 | Grammy Awards | Премия «Грэмми» за лучший кантри-альбом | Girl Going Nowhere    | Номинация |